# Jansen Panettiere
Jansen Rayne Panettiere (Palisades, Nueva York, 25 de septiembre de 1994-Nueva York, 19 de febrero de 2023) fue un actor estadounidense. Era conocido por sus papeles en películas como Ice Age: The Meltdown (2006), The Secrets of Jonathan Sperry (2008), The Perfect Game (2009), The Martial Arts Kid (2015), y How High 2 (2019). Era el hermano menor de la actriz Hayden Panettiere.

## Inicios
Panettiere nació el 25 de septiembre de 1994 en Palisades, Nueva York. Sus padres fueron Lesley R. Vogel, una ex-actriz de telenovelas y de Alan Lee "Skip" Panettiere, un teniente del Departamento de Bomberos.

## Carrera
Jansen tuvo un papel secundario en The Disney Channel Original Movie Tiger Cruise, donde la protagonista era su hermana Hayden (una de las únicas dos producciones en las que ambos aparecen, siendo la otra The Forget Jansen donde da su voz a Racing Stripes, en donde Hayden aparece). Prestó su voz para Truman X en The X's. Protagonizó a Lucas Malloy hecha para la película de televisión en Nickelodeon, The Last Day of Summer, que fue presentada el 20 de julio de 2007. Esta fue lanzada posteriormente en DVD el 28 de agosto de 2007.

## Muerte
El 19 de febrero de 2023, Panettiere falleció a los 28 años de edad por problemas cardiacos. Fue enterrado en el cementerio de Kensico en Valhalla (Nueva York).

## Filmografía
| Año  | Título                                            | Personaje        | Notas                                 |
| ---- | ------------------------------------------------- | ---------------- | ------------------------------------- |
| 2002 | Even Stevens                                      | Hijo de Kupchack | Episodio: "The Big Splash"            |
| 2003 | Hope & Faith                                      | Justin Shanowski | Episodio: "Pilot"                     |
| 2003 | Third Watch                                       | Billy            | Episodio: "Payback"                   |
| 2004 | Tiger Cruise                                      | Joey             | Película para televisión              |
| 2004 | Las pistas de Blue                                | Periwinkle       | Película para televisión (voz)        |
| 2005 | Holly Hobbie and Friends: Surprise Party          | Robby Hobbie     | Voz                                   |
| 2005 | Racing stripes                                    | Joven Stripes    | Voz                                   |
| 2005 | Robots                                            | Más Joven Rodney | Voz                                   |
| 2006 | Ice Age: The Meltdown                             | Shovelmouth Boy  | Voz                                   |
| 2006 | Holly Hobbie and Friends: Christmas Wishes        | Robby Hobbie     | Voz                                   |
| 2006 | The X's                                           | Truman           | 7 episodios (voz)                     |
| 2006 | Todo el mundo odia a Chris                        | Peter            | Episodio: "Everybody Hates Chris"     |
| 2007 | Holly Hobbie and Friends: Secret Adventures       | Robby Hobbie     | voz                                   |
| 2007 | The Last Day of Summer                            | Luke Malloy      | Protagonista Película para televisión |
| 2007 | The Babysitters                                   | Mikey Beltran    |                                       |
| 2007 | Holly Hobbie and Friends: Best Friends Forever    | Robby Hobbie     | Voz                                   |
| 2009 | The Secrets of Jonathan Sperry                    | Dustin           |                                       |
| 2010 | El juego perfecto                                 | Enrique          |                                       |
| 2011 | The Lost Medallion: The Adventures of Billy Stone | Huko             |                                       |
| 2012 | The Forger                                        | Aram             |                                       |
| 2012 | Marvin the Martian                                | Fredward         |                                       |